# Provincial Advisory Team Taloqan

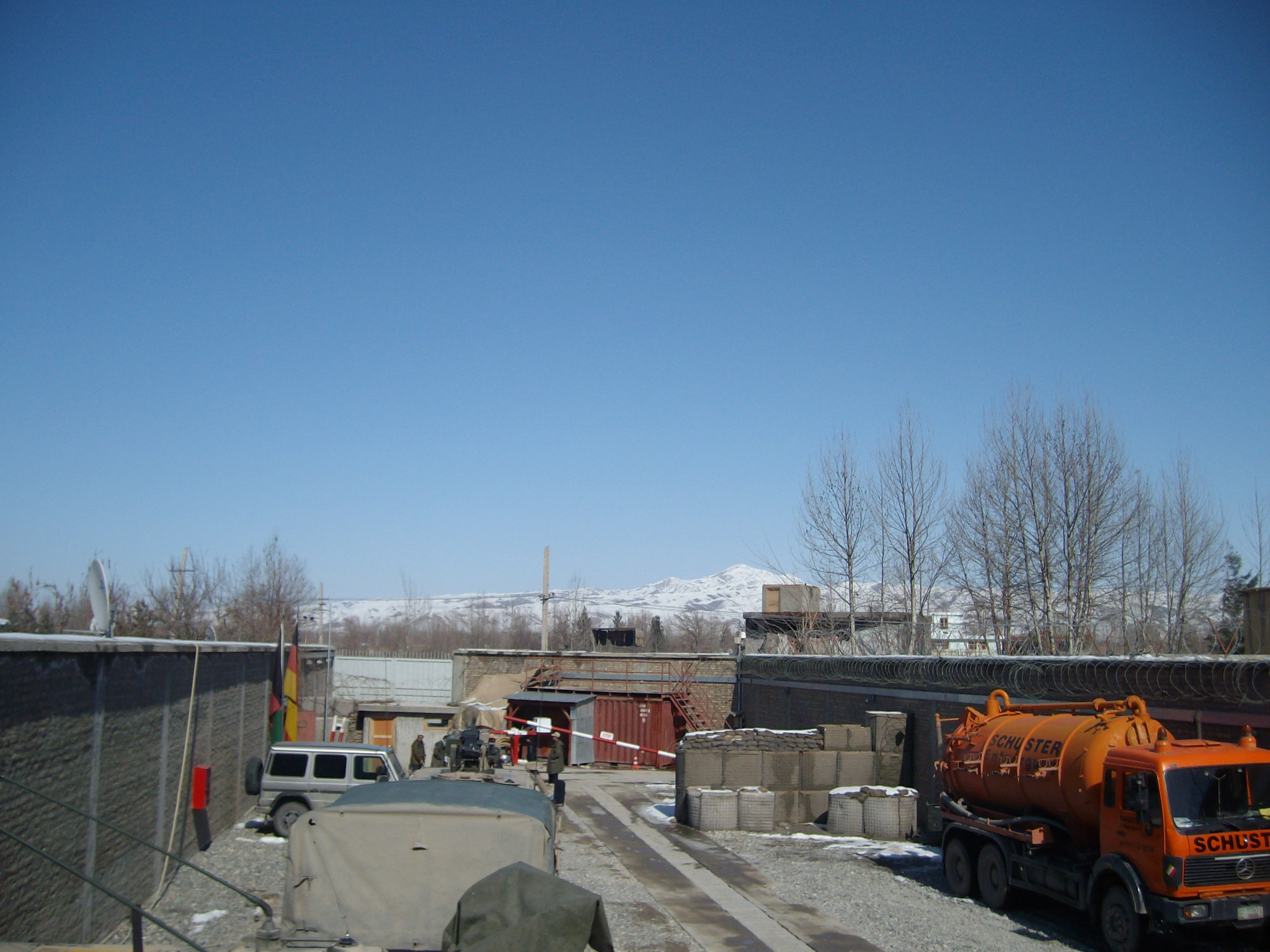
Teilbereich des Camps in Taloqan

Das Provincial Advisory Team Taloqan (kurz PAT Taloqan) war eine eigenständige Einheit des PRT Kundus in Taloqan mit dem Ziel, den Wiederaufbau und das Engagement im Rahmen der zivil-militärischen Zusammenarbeit in die Provinz Tachar auszudehnen. Das PAT nahm am 23. Februar 2008 seine Arbeit auf und unterhielt in Taloqan ein eigenes Camp. Die gesamte personelle Stärke betrug maximal 40 Personen.
Nachdem im Januar 2012 bereits über die Schließung des Camps in Taloqan spekuliert worden war, wurde das Camp vorzeitig am 23. Februar 2012 aufgegeben und alle Soldaten des PAT verlegten in das Feldlager Kundus.
Am 3. April 2012 wurde schließlich die Sicherheitsverantwortung der Provinz Tachar in der Kaserne der Afghanischen Nationalarmee von Aschraf Ghani an die afghanische Regierung übergeben.
Bis zum 17. Oktober 2012 wurden alle genutzten Flächen des PAT an die afghanischen Eigentümer übergeben und zivile afghanische Arbeitnehmer erhielten einen Arbeitsplatz in gleicher Funktion im Feldlager Kundus.

## Demonstration vom 18. Mai 2011
Am 18. Mai 2011 gegen 5:30 Uhr MEZ (8.00 Uhr Ortszeit) begann eine Demonstration vor dem Camp des Provincial Advisory Team (PAT) in Taloqan. Zu der Demonstration kam es, da angeblich in der Nacht zuvor vier afghanische Zivilisten bei einer ISAF-Operation getötet wurden. Laut ISAF-Meldungen handelte es sich dabei um 4 Aufständische. Bei dieser Operation soll es nach Bundeswehrmeldungen keine deutsche Beteiligung gegeben haben. Nachdem Kräfte der afghanischen Nationalpolizei (ANP) gegen 7:20 Uhr MEZ (9:50 Uhr Ortszeit) Warnschüsse abgegeben haben, zogen die Demonstranten in Richtung Innenstadt von Taloqan. Dort sei es zu Ausschreitungen und Sachbeschädigungen an Geschäften und Autos gekommen. Bereits zu dieser Zeit sollen afghanische Sicherheitskräfte von der Schusswaffe Gebrauch gemacht haben. Dabei sollen 10 Demonstranten getötet und etwa 40 verletzt worden sein.
Gegen 8:50 Uhr MEZ (11.20 Uhr Ortszeit) gelang es den Demonstranten erneut, vor das Camp des PAT zu gelangen. Die Situation eskalierte weiter und es wurden Handgranaten und Molotowcocktails über die Mauern des Camps geworfen. Laut Bundeswehrmeldung wurden dabei zwei deutsche Soldaten leicht und einer mittelschwer verwundet. Außerdem wurden fünf afghanische Sicherungskräfte verwundet. Die zur Sicherung des Camps eingesetzten Wachleute sollen ihre Schusswaffen gegen die Demonstranten eingesetzt haben. Das soll zu vier getöteten und 10 verletzten Demonstranten geführt haben. Afghanische Behörden sprachen von 12 getöteten Demonstranten und 80 Verletzten im Rahmen der gesamten Ereignisse in Taloqan und am Camp des PAT.
Es gibt Meldungen, die besagen, dass sich Taliban unter den Demonstranten befunden haben sollen, die den Angriff auf das Camp provozierten. Von afghanischer Seite aus wurde geäußert, dass die ISAF-Operation nur als Vorwand für schon länger geplante Unruhen diente. Bisherige Untersuchungen der Bundeswehr ergaben, dass deutsche Soldaten Warnschüsse und gezielte Beinschüsse, in Einzelfällen (Molotowcocktails, Handgranaten) auch auf Rumpfbereich, Arme und Hände abgegeben haben. Auch ein Treffer im Hals-Kopfbereich sei nicht auszuschließen. Der Selbstverteidigungsfall sei aber unstrittig.
10 Tage später erfolgte unweit ein Bombenanschlag bei einem Sicherheitstreffen, bei dem zwei deutsche Soldaten, Major Thomas Tholi und Hauptfeldwebel Tobias Lagenstein, getötet wurden und unter anderem General Markus Kneip verwundet wurde.